# 卡尔·冯·迪特斯多夫
奥古斯特·卡尔·迪特斯·冯·迪特斯多夫（德語：August Carl Ditters von Dittersdorf；1739年11月2日—1799年10月24日），奥地利作曲家，小提琴家。
迪特斯多夫并不为大多数人所熟知，但他却是和海顿與莫扎特同时代，重要且同样有名的古典主义时期作曲家。迪特斯多夫被认为在运用歌剧和交响乐形式方面是莫扎特的先驱。歌唱剧（Singspiel。18世纪德国的一种音乐喜剧）的形式由迪特斯多夫创立，莫扎特也写有一些这种德国歌唱剧作品。

## 生平
1739年生于维也纳，六岁开始学小提琴。1751年至1761年間，迪特斯多夫在各种贵族亲王府私家乐队中演奏，并担任圣乐队长。1799年卒于诺伊霍夫(Neuhof)。

## 作品
他的作品包括：约120首交响曲、约40首协奏曲、约40部喜歌剧、许多室内乐如，小提琴奏鸣曲，钢琴奏鸣曲和大量教堂音乐。虽然迪特斯多夫在他那个时代很有名，但除了迪特斯多夫的一部《竖琴协奏曲》和他的两首《D大调低音提琴协奏曲》，他的其他作品现在极少被演奏。
他最著名的大型作品是40部舞台作品，在创作早期意大利喜歌剧（Italian opera buffa），特别是德国歌唱剧方面，迪特斯多夫有着很高的成就，这些喜歌剧包括《医生与药剂师》（Dokter und Apotheker或Der Apotheker und der Doktor，1786年）——这部歌剧在他在一生中获得了极大的成功，曾在全欧洲各大剧院上演，还有《费加罗结婚》（The Marriage of Figaro，约1789年，已佚失）和《温莎的风流娘儿们》（The Merry Wives of Windsor，1796年)，《吝嗇人哈伊罗尼姆斯》（1789年）和《红色小帽》（1790年）。
迪特斯多夫的约120首交响曲，也被音乐学家认为是带有民间旋律而富于机智与诙谐的优秀作品，这些交响乐中，有12首取材于奥维德的诗《变形记》（Metamorphoses），现仅存其中6首。他还创作有一些钢琴曲和其它作品。

## 外部連結
- 卡尔·冯·迪特斯多夫的免费乐谱，由国际乐谱典藏计划提供
- .  (第11版). London. 1911.